# Klingonok
A klingonok a Star Trek-univerzum Béta kvadránsban, a Qo’nos bolygón kifejlődött harcias humanoid faj. Büszke, hagyományőrző nép, akik számára a becsület a legfontosabb. Emiatt sokszor szembekerülnek a Föderációval. Kultúrájukban számos - talán brutálisnak tűnő - rítus és ünnep található, amelyeknek fontos szerepük van az utódok nevelésében és a hagyományok őrzésében.
A társadalmuk hierarchikus felépítésű. Kiemelten fontos számukra a becsület és a dicsőség, valamint a család is. A család nevének továbbvitele és becsben tartása létfontosságú. Ha egy klingon elveszti becsületét, az nem csak őt sújtja, hanem családját is – hét generáción keresztül. A családokat (házakat) általában a legidősebb férfi családtag vezeti.
A Klingon Birodalom központi kormánya a Nagytanács (mely két tucat taggal rendelkezik a legnagyobb házakból). Székhelye az Első Városban található. A Nagytanács és egyben a Birodalom vezére a Kancellár. 2369-től újra van Császár is – ezt a posztot évszázadokig nem töltötték be –, aki Kahless, a Felejthetetlen klónja. Politikai hatalma nincs, viszont fontos vallási szerepet tölt be a klingon társadalomban.

## Leírásuk
A klingonok a Béta kvadránsban, a Qo’nos (ejtsd Kronosz) nevű M típusú bolygón fejlődtek ki. Tipikus humanoid faj, rendkívül erős testfelépítéssel rendelkeznek, és bár külsőre hasonlítanak az emberekre, számos különleges tulajdonságuk van.
Az emberekhez képest magasabbak, testalkatuk általában erőteljesebb, bőrük sötétebb színű. Legjellegzetesebb ismertetőjelük a homlokukon található széles, általában ék alakú, csontosnak tűnő barázda- vagy tarajsor. 
Testükben számos létfontosságú szerv kétszer is megtalálható (például szív, máj), így testük sokkal jobban ellenáll a fizikai károsodásnak, mint más fajoké. Izommennyiségük is nagyobb, ami csata közben a harcosoknak nagyobb erőt és rugalmasságot ad. Félelmet az általunk ismert formában gyakorlatilag nem ismernek, ez nem a nevelés hatása, hanem genetikai adottság. Erős a mellkasi csontjuk, valamint a háti csontok, köztük a gerinc. 
A klingonoknak nincs könnyzacskójuk és nincs könnymirigyük sem, a vérük levendula színű. Hajuk rendszerint hosszú és göndör. A szaglószervi érzékelésük nagyon éles, szagról képesek megkülönböztetni fajtársaikat. Minden klingonból erős allergiás reakciót váltanak ki a kicsi szőrös állatok mint például a macskák és a tribblik.

## Történeti áttekintés

A klingon Kor 2267-ben Az eredeti sorozat (TOS) idején

A klingon nép a Qo'nos bolygón alakult ki, egy nagyon agresszív ragadozó fajból. Földi időszámítás szerint 800 körül a népüket egy zsarnoki személynek, Molornak sikerült igába hajtania, elnyomva, kizsákmányolva szolgaságban tartania. Ezen az állapoton változtatott Kahless, aki seregeket gyűjtve többször is vereséget mért Molorra, majd a végső csata során meg is ölte. Így Kahless lett a klingonok vezetője, kikiáltva a Klingon Birodalmat, magát pedig császárrá koronáztatva. Körülbelül 700 éven át kormányozták császárok a Birodalmat, az utolsó császár halála után ezt a funkciót az addig csupán tanácsadói szerepkörű Nagy Tanács vette át, élén a Kancellárral. Hogy miképp tettek szert a térhajtómű technológiára, nem világos, de 2150-re már jelentős kolónia-hálózattal rendelkeztek, és nagy hadiflottával járták a világűrt. Az emberiséggel való kapcsolatfelvétel is erre az időszakra tehető, de ez inkább csak egy futó érintkezés volt, nem úgy a 70 évvel későbbi föderációs–klingon konfliktus, az első hivatalos kapcsolatfelvétel a két nép között.

A klingonok egységes szimbóluma

2151-ben megpróbáltak a földi Eugenikus Háborúkból visszamaradt Feljavítottakhoz hasonló harcosokat létrehozni, ám a kísérlet balul sikerült, és csaknem az egész klingon fajt a pusztulás fenyegette. A földi szolgálatban álló denobulán orvosnak (Dr. Phlox) köszönhető gyógyszer, ami megállította a kísérletből elszabadult vírust, azzal járt, hogy a klingonoknak le kellett mondaniuk a jellegzetes homlokredőikről, és egyéb arc-kinövéseikről, így nagyon hasonlóvá váltak az emberekhez. A hatóanyag csupán 2290. körül tűnt el a klingonok szervezetéből, ekkor kezdtek el visszafejlődni a redők a klingonok homlokára. Ezt az időszakot, s főleg okait, a klingonok igyekeznek minél jobban eltitkolni az idegenek elől.
2218-ban a Föderáció egy balul sikerült találkozót követően súlyos viszályba került a klingonokkal, 2245-ben pedig nyílt háború is kitör, és bár a harcok inkább szórványosak voltak, a feszült viszony állandósult. A klingonok szövetséget kötöttek a Romulán Csillagbirodalommal, ám a sorozatos konfliktusaik miatt végül 2270-ben a Birodalom háborút indított a romulánok ellen, és 2271-ben a Klach D'Kel Brakti csatában Kor klingon parancsnok vezetésével elsöprő győzelmet arattak. 
2293-ban felrobbant a Praxis, a Qo'nos klingon anyabolygó holdja, a Birodalom fő energiatermelő központja. Ennek hatására az akkori kancellár, Gorkon tárgyalásokat kezdett a Föderációval a Khitomer bolygón, ám néhány háborúpárti klingon és föderációs tiszt meggyilkoltatta. A tárgyalások azonban sikerrel jártak, és végül 2293-ban aláírták a Khitomeri Egyezményt, mely egyfajta békekötés volt a két hatalom között. Ettől kezdve a klingon-föderációs viszony egyre javult.
2344-ben a romulánok megtámadták a Narendra-III klingon helyőrséget. Hogy a civilek elmenekülhessenek, a segítségükre siető USS Enterprise-C csillaghajó harcba száll a romulánokkal, és el is pusztul. 2346-ban újabb romulán támadás érte a Birodalmat, ezúttal a Khitomernél, ahol több ezer telepest lemészárolnak. Az eset örök ellenségeskedést szított a két nagy hatalmú klingon ház, a Mogh és a Duras család között. 2367-ben Duras megmérgezte K'mpec kancellárt, aki meghalt. Mivel a hatalomra mind Duras, mind Gowron igényt tartott, K'mpec a halála előtt, mint egyetlen megbízható személyt, Jean-Luc Picard-t jelölte ki az Utódlás Bírájának. Picard Gowront választotta, aminek következtében kitört a klingon polgárháború Gowron kancellár és a Duras család között, amely majd Gowron győzelmével ér véget.
Eközben a Föderáció és a vele szövetséges bajoriak a Benjamin Sisko vezette Deep Space Nine űrállomáson felfedezték a Gamma kvadránsba vezető stabil féregjáratot, és összeütközésbe kerültek a kvadránst uraló nagyhatalommal, a Domíniummal. A Domínium vezetői, az alakváltó képességekkel rendelkező Alapítók elhatározták az Alfa kvadráns meghódítását. Ennek során a Klingon Birodalomba is beférkőztek a Domínium alakváltó ügynökei, és elhitették velük, hogy a Kardassziai Uniót a Domínium irányítja. Emiatt 2372-ben Gowron megtámadta Kardassziát. A Föderáció nem támogatta a háborút és néhány kardassziai tanácstagot a Deep Space Nine-ra menekítettek, erre a klingon hajók megtámadták az állomást. Később ugyan ismét fegyverszünetet kötöttek, de fajok közötti bizalomban keletkezett károk túl nagy voltak, így már senki sem akadályozhatta meg a jem’hadar inváziót. A veszélyhelyzetben a két fél újra aláírta a Khitomeri Egyezményt. Ugyanebben az évben kirobbant a kvadránsközi fegyveres konfliktus, megkezdődött a Domínium Háború, melyben a klingonok és a Föderáció a Domínium és a Kardassziai birodalom ellen harcolt. 2374-ben a klingon–föderációs flotta visszafoglalta a Deep Space Nine űrállomást, a romulánok pedig különféle titkosszolgálati manipulációk hatása alatt csatlakoztak a szövetséghez, és a három hatalom közös erővel elfoglalta a Chin'Toka rendszert. 2375-ben a Breen Konföderáció csatlakozott a Domíniumhoz, visszavették a Chin'Toka rendszert, a breen energiaelszívó fegyver pedig súlyos veszteségeket okozott a szövetségeseknek. Egyedül a klingonok voltak képesek ellenállni neki, ezért a klingon flotta feladata lett a föderációs és romulán területek védelmezése is 1500 hajóval. Vele szemben húszszoros túlerő állt. Nem sokkal később a hatalmát féltő Gowron értelmetlen támadásokra pazarolta a haderejét, hogy aláássa a népszerű Martok tábornok tekintélyét, ezért egy vitában Worf megölte, ám az automatikusan reá szálló kancellári tisztséget inkább átadta Martoknak. Az év végén a szövetségesek, köszönhetően Benjamin Sisko jó kapcsolatainak a féregjáratot uraló, a bajoriak által Prófétáknak nevezett emberfeletti idegenekkel, fontos győzelmet arattak a Domínium felett, amelynek hatására az feladta az Alfa-kvadránsra vonatkozó terveit, és békét kért. A Klingon Birodalom és a Föderáció szövetsége stabilizálódott.

## Társadalom és kultúra

Worf parancsnok-helyettes

A klingon társadalom a klán vagy Ház rendszeren alapul. A népességen belül megkülönböztetnek Nagy Házakat és Kis Házakat, az előbbiek közül a legbefolyásosabb Házak vezetői adják a Nagy Tanács tagjait, a Kis Házak a népesség legnagyobb részét magukba foglaló, csekély politikai vagy katonai hatalommal bíró családokat jelentik. A döntéshozói és végrehajtói hatalom a Tanács kezében van, vezetője a Tanácstagok által választott Kancellár. A Kancellár személyét az Utódlás Rítusának segítségével az előző Kancellár (vagy annak halála esetén az Utódlás Bírája) is kijelölheti, de tisztében a Tanácsnak kell megerősítenie. A Kancellár egy személyben a Birodalom politikai és katonai vezetője is, ő a Klingon Védelmi Erők parancsnoka. A Nagy Tanács létszáma nincs meghatározva, tagja lehet bármelyik klingon családfő, de csak meghívásos alapon, a Kancellár által felkérve. Ezért általában csak a tényleges katonai, gazdasági, vagy politikai hatalommal bíró családok (az un. Nagy Házak) fejei képviseltethetik magukat, így a létszám általában csupán 10-25 fő körüli. A Tanácstól elkülönülten működik (bár az néha nyomást gyakorol rá) a Klingon Bíróság, illetve bizonyos esetekben maga a Tanács is működhet bírói szerepkörben.
A Kis Házakat alkotó klánok általában szövetségesei (soha se hűbéresei!) egy-egy Nagy Háznak, és tevékenységük igen szerteágazó, nagy részük harcos-klán, de megtalálhatóak földműves és kézműves, vagy épp kereskedő családok is. Egy szabad klingon bármilyen tisztséget és mesterséget végezhet életében, tehát egy földműves család sarja akár a legmagasabb rangú katonai vezetők közé is felküzdheti magát.
A klingon kultúra rendkívül szakrális, gyakran túlbonyolítottan szertartásos. Kahless óta a kultúra alapja, és a mindennapi élet középpontja a becsület, mind a személyes, mind pedig a családé. Emellett a legfontosabbak az ún. „harcosi erények”, ezek az erő, a kötelesség és az önfeláldozás. Az árulás és a gyávaság a legsúlyosabb bűnök amit egy klingon elkövethet, de ez előbbit a „győztes írja a történelmet”, illetve a „csak a győzelem számít” elvek alapján gyakran alkalmazzák, elsősorban a napi politikában. Az ilyen esetek ellenére elmondható, hogy szigorú becsületkódex szerint élnek, mely megszabja egy igaz klingon harcos cselekedeteit.

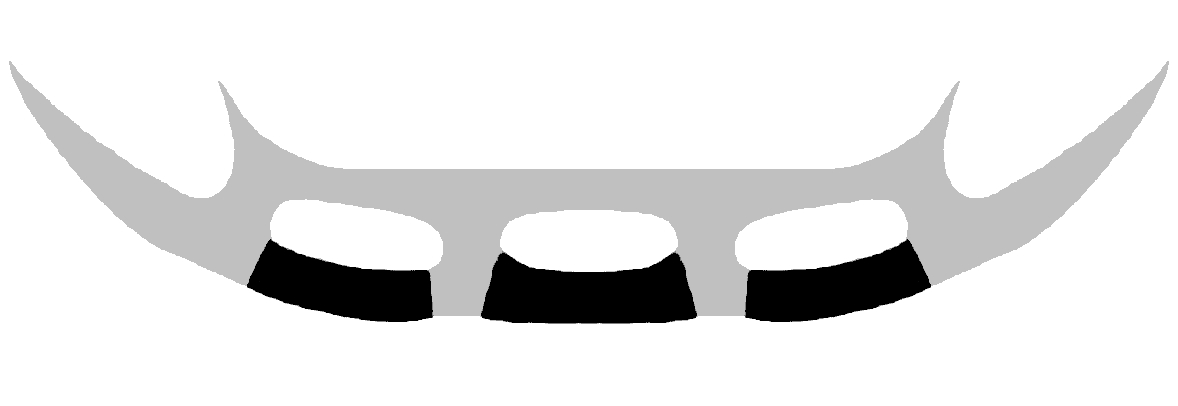
A klingon harci szablya, a bat'leth rajza

A kultúrájuk agresszív volta tisztelt és rettegett katonai erővé tette őket. A klingonok harcosaik halálát nem gyászolják, hanem megünneplik. Ilyenkor a hátramaradottak - főleg ha dicsőségben halt meg az illető - a lélek felszabadulását ünneplik. Nagy szégyen egy klingon számára dicső halál helyett ágyban, idős korban meghalni. Hitük szerint a dicső harcosok haláluk után Sto Vo Kor-ba, a harcosok Mennyországába kerülnek Kahless oldalára, míg a becstelenek Gre'thorban kárhoznak el, melynek kapuját egy démoni szörnyeteg, Fekh'lar őrzi.
Maga a klingon tudomány nem túl fejlett, kultúrájukban a tudósok nem örvendenek nagy tiszteletnek. Technológiájuk jelentős része más népektől származik (például álcázó berendezés a romulánoktól). Fejlett energiafegyvereik mellett, hagyományos fegyvereket is használnak. Ilyen például a d'k tagh (késszerű szúrófegyver) és a bat'leth (egy méter hosszú, a kard és a bárd közti átmenetet képező vágóeszköz). Orvostudományuk kimondottan elmaradott, mert ha egy harcos már nem képes többé önálló cselekvésre, inkább véget vet életének a Hegh'bat szertartás keretében.

## Háttér
A Star Trekben mindig is jelen volt a valódi világ épp aktuális társadalmi és technológiai állapotának, fejlettségének leképezése. A klingonokat is a hatvanas években, Az eredeti sorozat idején létező Hidegháború hívta életre, ahol a kilingonok szimbolizálták az oroszokat, avagy az akkori Szovjetuniót, akik a fő riválisai és ellenfelei a Föderációnak, ami az USA-t és Nyugat-Európát volt hivatott szimbolizálni. (Részben emiatt sem lehetett az akkori vasfüggönyön inneni országokban látni a Star Treket.) A klingonok először teljesen emberszerű, kreol bőrű lények voltak, akik sűrű fekete hajjal, ugyanilyen szemöldökkel és bajusszal rendelkeztek, lényegében alig tértek el az embertől. Habár a készítőknek már ekkor volt elképzelése a klingonok kinézetéről, a korabeli trükktechnika minősége nem tette lehetővé azok megvalósítását. A tényleges külsejüket a homlokredőkkel először az első mozifilmben, a Star Trek: Csillagösvényben lehetett látni, mivel ekkorra mind a technika is fejlődött, mind a produkció költségvetése is lehetővé tette a jobb maszkok és látvány elkészítését. Később továbbfejlődött a technika, ezért a későbbi filmekben és sorozatokban is egyre részletesebben tudták a klingonokat ábrázolni. Emiatt kerültek aztán ellentmondásba a történetben szereplő első klingonok a későbbiekkel, aminek feloldására találták ki utólag a genetikai beavatkozások történetét, amik szinte teljesen emberszerűvé tették őket. Ezeket a történetszálakat aztán regényekben és képregényekben vitték tovább. 
A híres klingon szólás, miszerint Jó nap ez a halálra! valójában a lakota indián Őrült Lótól származik, míg Khan haragjában elhangzó A bosszú olyan fogás, ami jéghidegen a legjobb. klingon közmondás a Dél-Ázsiai pashtun nép használja.

## Híres klingonok
- B’Elanna Torres
- Gowron
- Martok
- Worf
- Kor
- Koloth
- Kaang
- Kahless
- King Long